# Encinal (Teksas)
Encinal je grad u američkoj saveznoj državi Teksas. Prema popisu stanovništva iz 2010. u njemu je živjelo 559 stanovnika.